# Oblast Samara
Koordinaten: 53° 12′ N, 50° 12′ O
Die Oblast Samara (russisch Самарская область/Transkription Samarskaja oblast) ist eine Oblast in Russland.

## Geografie

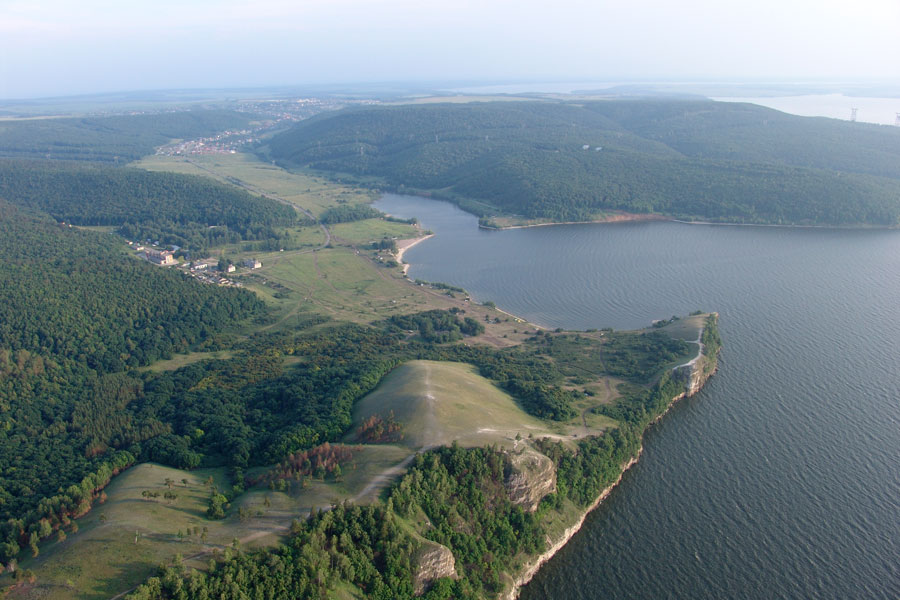
Kuibyschewer Stausee und Schiguli-Berge

Die Oblast liegt im Osten der Osteuropäischen Ebene beiderseits der Wolga, die durch den Kuibyschewer Stausee seeartig erweitert ist. Im Norden grenzt sie an die Republik Tatarstan, im Osten an die Oblast Orenburg, im Süden an Kasachstan und die Oblast Saratow und im Westen an die Oblast Uljanowsk.

## Geschichte
Die Geschichte der russischen Oblast begann 1586 mit der Gründung der Festung Samara, die sich bald zu einer blühenden Handels- und Wirtschaftsstadt entwickelte. Ab 1708 gehörte das Gebiet zum neugegründeten Gouvernement Kasan. Doch bereits 1717 wechselte es zum neuen Gouvernement Astrachan. Im Jahre 1851 wurde die Region zu einem eigenständigen Gouvernement, dem Gouvernement Samara. 1918 wurde ein Teil des Gebiets abgetrennt. Daraus wurde die Wolgadeutsche Republik. Die Oblast wurde 1936 unter dem Namen „Oblast Kuibyschew“ gebildet und 1990 in „Oblast Samara“ umbenannt.

## Bevölkerung
Bei den letzten Volkszählungen in den Jahren 2002 und 2010 gab es eine Bevölkerungszahl von 3.239.737 respektive 3.215.532 Bewohnern. Somit sank die Einwohnerzahl in diesen acht Jahren um 24.209 Personen (−0,75 %). In Städten wohnten 2010 2.579.589 Menschen. Dies entspricht 80,22 % der Bevölkerung (in Russland 73 %). Bis zum 1. Januar 2014 sank die Einwohnerschaft weiter auf 3.211.187 Menschen. Die Verteilung der verschiedenen Volksgruppen sah folgendermaßen aus:
| Nationalität    | VZ 1989   | Prozent | VZ 2002   | Prozent | VZ 2010   | Prozent |
| --------------- | --------- | ------- | --------- | ------- | --------- | ------- |
| Russen          | 2.720.171 | 83,37   | 2.708.549 | 83,60   | 2.645.124 | 82,26   |
| Tataren         | 115.280   | 3,53    | 127.931   | 3,95    | 126.124   | 3,92    |
| Tschuwaschen    | 117.914   | 3,61    | 101.358   | 3,13    | 84.105    | 2,62    |
| Mordwinen       | 116.475   | 3,57    | 86.000    | 2,65    | 65.447    | 2,04    |
| Ukrainer        | 81.720    | 2,50    | 60.727    | 1,87    | 42.169    | 1,31    |
| Armenier        | 4.162     | 0,13    | 21.566    | 0,67    | 22.981    | 0,71    |
| Kasachen        | 14.233    | 0,44    | 14.918    | 0,46    | 15.602    | 0,49    |
| Aserbaidschaner | 6.320     | 0,19    | 15.046    | 0,46    | 14.093    | 0,44    |
| Usbeken         | 3.831     | 0,12    | 5.438     | 0,17    | 11.242    | 0,35    |
| Belarussen      | 19.914    | 0,61    | 14.082    | 0,43    | 9.231     | 0,29    |
| Baschkiren      | 7.495     | 0,23    | 7.885     | 0,24    | 7.290     | 0,23    |
| Deutsche        | 10.581    | 0,32    | 9.569     | 0,30    | 6.780     | 0,21    |
| Juden           | 13.572    | 0,42    | 6.384     | 0,20    | 4.418     | 0,14    |
| Einwohner       | 3.262.906 | 100,00  | 3.239.737 | 100,00  | 3.215.532 | 100,00  |

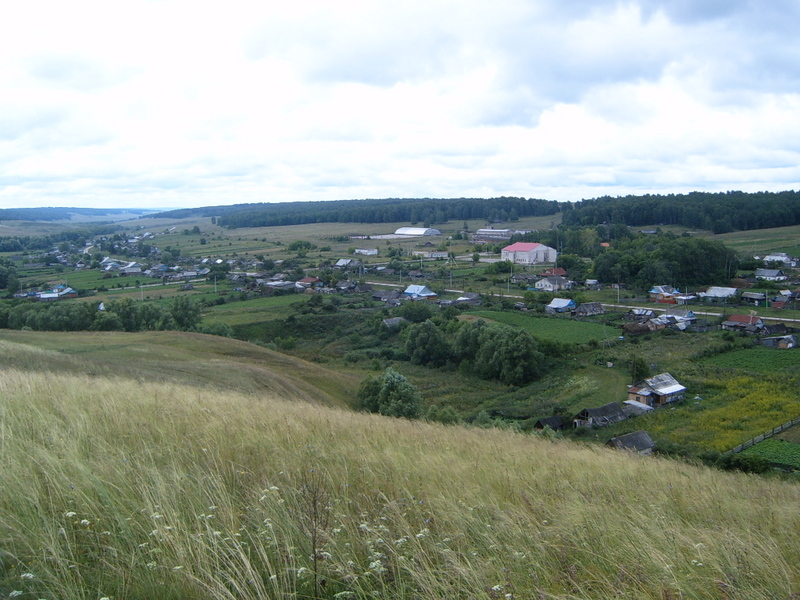
Landschaft im Nordosten der Oblast Samara (Nowyje Sosny)

Anmerkung: die Anteile beziehen sich auf Gesamtzahl der Einwohner. Also mitsamt dem Personenkreis, der keine Angaben zu seiner ethnischen Zugehörigkeit gemacht hat (2002 22.489 resp. 2010 123.691 Personen)
Die Bevölkerung des Gebiets besteht klar mehrheitlich aus Russen. Die Tataren, Tschuwaschen, Mordwinen und Ukrainer sind die bedeutendsten ethnischen Minderheiten in der Oblast Samara. Die Zahl der Tschuwaschen – wie auch die Anzahl der Mordwinen, Ukrainer, Belarussen, Russlanddeutschen und Juden – sinkt allerdings stark. Aus dem Transkaukasus und Zentralasien dagegen sind seit dem Ende der Sowjetunion Zehntausende Menschen zugewandert. Nebst den oben aufgeführten Nationalitäten auch viele Tadschiken (1989: 1598; 2010: 7195 Personen), Georgier (1989: 1973; 2010: 2648), Kirgisen (1989: 561; 2010: 2105), Lesgier (1989: 674; 2010: 1190) und Jesiden (1989: keine; 2010: 849).

## Wirtschaft
Die Oblast Samara ist eine der stärksten Industrieregionen Russlands. So bietet die Region eine breitgefächerte und gut entwickelte Industrie. Erdölfunde haben zum Reichtum der Region beigetragen. Ölraffinierung, chemische Industrie sowie die Flugzeug- und Autoproduktion (AvtoVAZ) zählen zu den wichtigsten Wirtschaftszweigen, bedeuten aber auch Gefahr für die Umwelt. Die Energieproduktion wird durch den Kuibyschewer Stausee gesichert. In der Oblast Samara sind 200.000 Beschäftigte in der Automobilbranche tätig, und 80 Prozent aller russischen Kraftfahrzeuge werden hier produziert.
Der Durchschnittsverdienst eines Bewohners in der Oblast Samara betrug im Jahr 2011 rund 18.650 Rubel monatlich, was etwa 465 Euro entspricht. Damit liegt die Oblast Samara auf ganz Russland bezogen eher im unteren Mittelfeld.
Die Arbeitslosenquote lag im Oktober 2012 bei 0,56 Prozent.

## Verkehr
Verkehrstechnisch wird die Oblast erschlossen durch die Wolga. Es bestehen Verkehrsverbindungen auf Schiene und Straße in viele russische Regionen, westwärts nach Moskau sowie südwärts und ostwärts nach Sibirien.

## Verwaltungsgliederung und größte Städte
Die Oblast Samara gliedert sich in 27 Rajons und 10 Stadtkreise. Verwaltungszentrum der Oblast ist die Millionenstadt Samara. Die weiteren drei Großstädte der Oblast sind Togliatti und die mit großem Abstand folgenden Sysran und Nowokuibyschewsk. Insgesamt gibt es in der Oblast 11 Städte und 14 Siedlungen städtischen Typs.

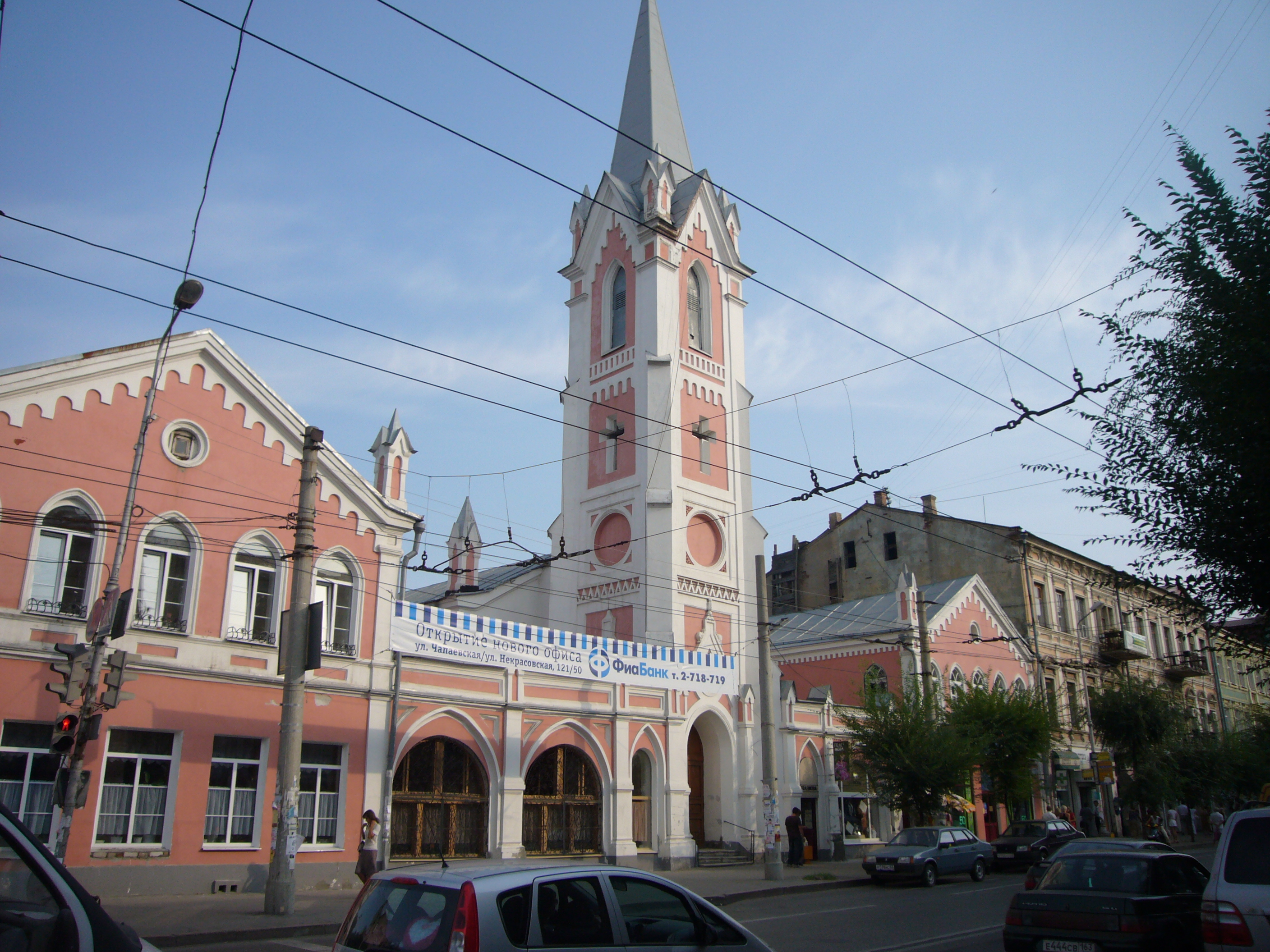
Die Lutherische Kirche St. Georg in Samara

| Name             | Russisch       | Einwohner (14. Oktober 2010) |
| ---------------- | -------------- | ---------------------------- |
| Samara           | Самара         | 1.164.685                    |
| Togliatti        | Тольятти       | 719.632                      |
| Sysran           | Сызрань        | 178.750                      |
| Nowokuibyschewsk | Новокуйбышевск | 108.438                      |
| Tschapajewsk     | Чапаевск       | 72.692                       |
| Schiguljowsk     | Жигулёвск      | 55.565                       |

## Verweise
- adm.samara.ru Offizieller Netzauftritt der Samarskaja Oblast